# Kvaglund Kirke
Kvaglund Kirke (Kvaglund Sogn, Skast Herred Ribe Amt Esbjerg Kommune) er en moderne kirke, som blev bygget i midten af firserne. En midlertidig vandrekirke har stået på stedet siden 1976, men bygning af Kvaglund kirke blev først bygget i midten af firserne. Kvaglund Kirke blev indviet den 12. maj 1985 og står i den selvstændige Kvaglund Sogn, som blev stiftet den 1. december 1977. Kvaglund kirke er en del af den danske folkekirke og er derfor Evangelisk Luthersk.

## Eksterne kilder og henvisninger
- Wikimedia Commons har flere filer relateret til Kvaglund Kirke
- Kvaglund Kirke Arkiveret 31. januar 2011 hos  Wayback Machine hos nordenskirker.dk
- Kvaglund Kirke hos KortTilKirken.dk